# Malattia dei costi
La malattia dei costi (detta anche effetto Baumol) è un fenomeno economico descritto da William J. Baumol e William G. Bowen negli anni sessanta. Esso implica una crescita del costo unitario del lavoro nei settori nei quali non si è verificata una crescita della produttività (come quello dei servizi), in risposta ad una crescita salariale avvenuta in un altro settore a seguito di un aumento della produttività (tipicamente il settore manifatturiero).